# 朝鮮民主主義人民共和国の高速道路
| 起点（左）と終点（右）を示す標識 |  | 起点（左）と終点（右）を示す標識 |
| 起点（左）と終点（右）を示す標識 |  |                                  |

| 起点（左）と終点（右）を示す標識（別のバージョン） |  | 起点（左）と終点（右）を示す標識（別のバージョン） |
| 起点（左）と終点（右）を示す標識（別のバージョン） |  |                                                    |

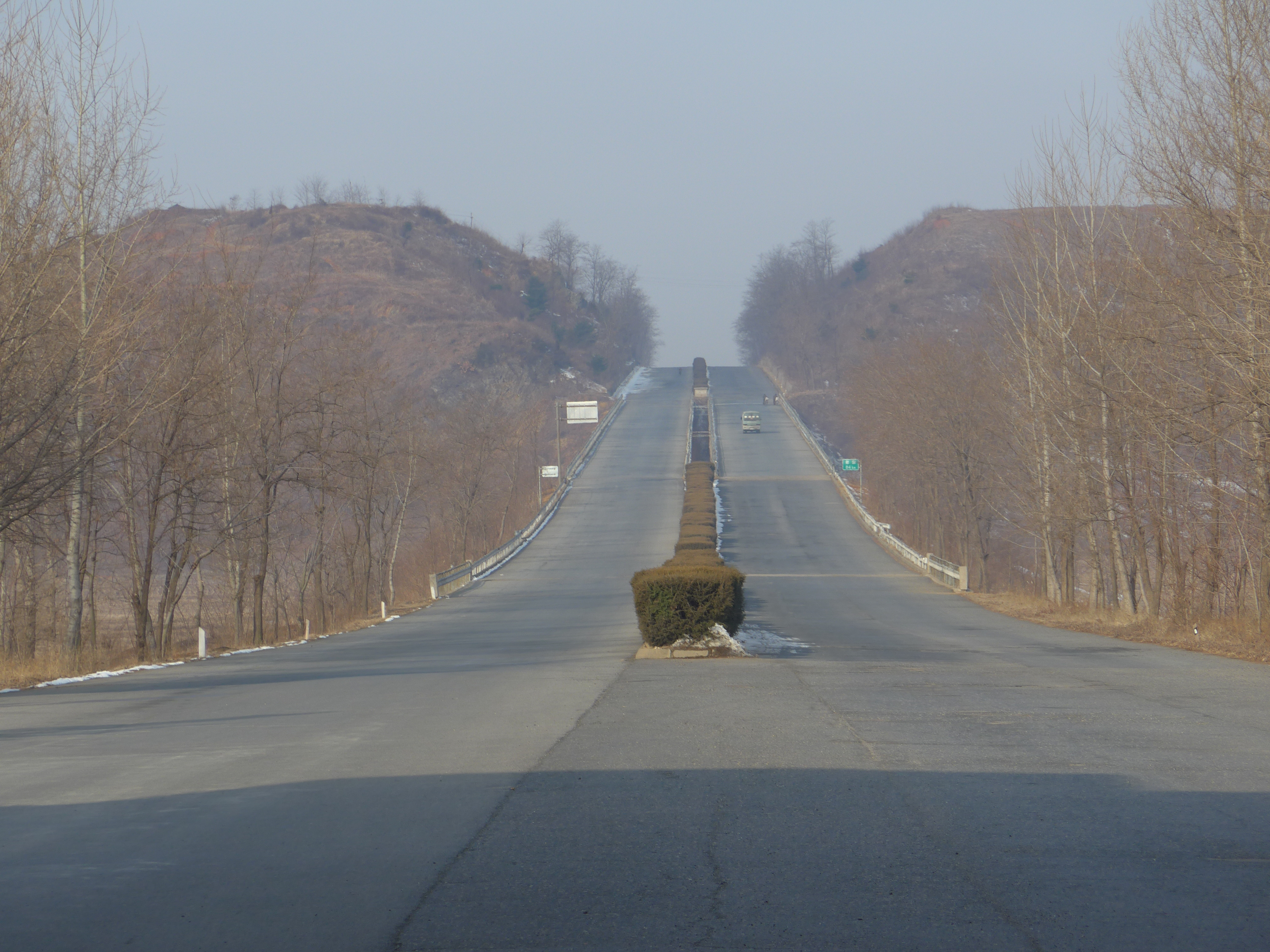
平壌-開城高速道路（2014年）

朝鮮民主主義人民共和国の高速道路（ちょうせんみんしゅしゅぎじんみんきょうわこくのこうそくどうろ）では、朝鮮民主主義人民共和国（北朝鮮）の高速道路について説明する。

## 概要

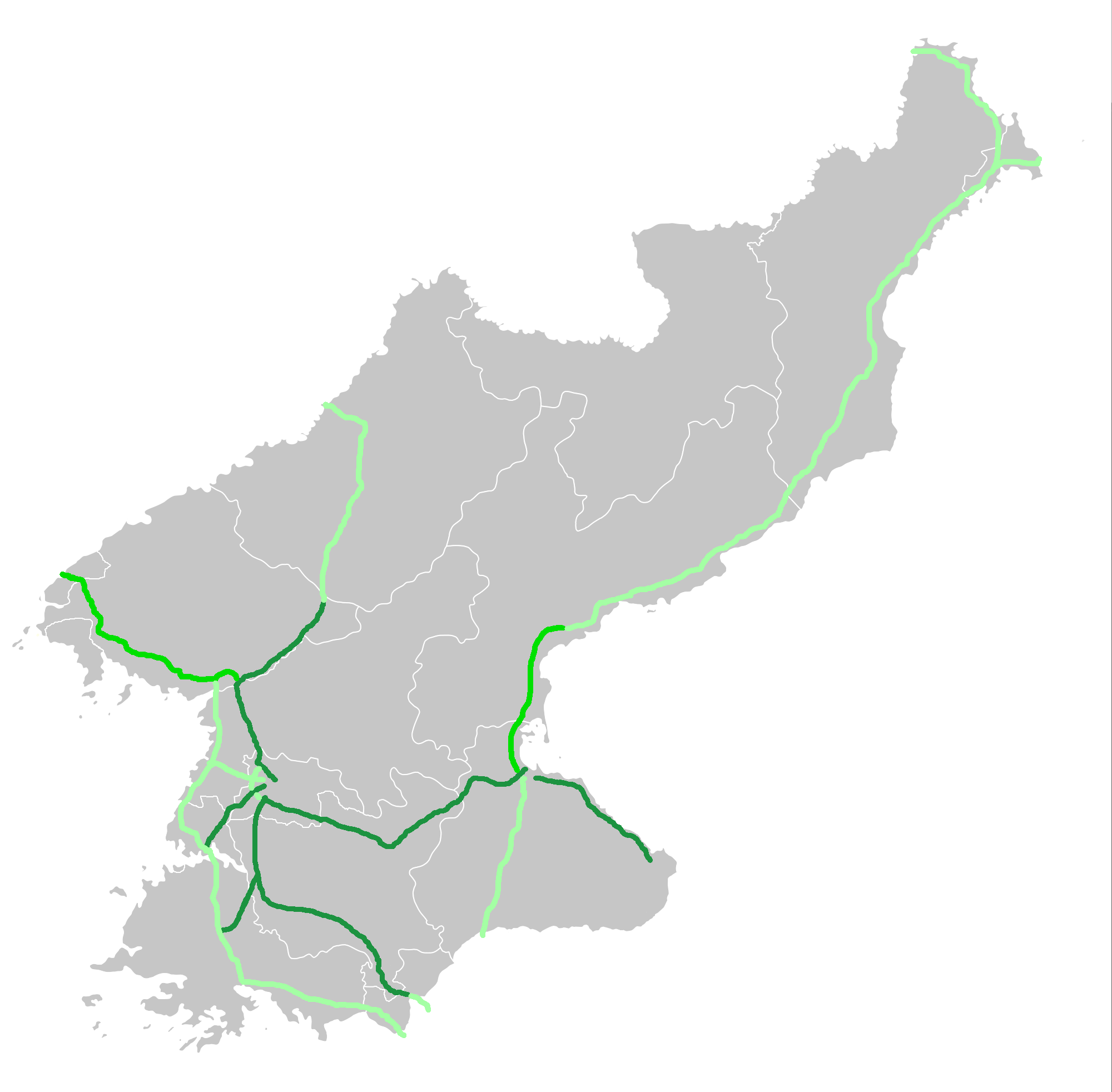
北朝鮮の高速道路を示した地図
薄い色は計画路線

北朝鮮では自動車の所有が厳しく制限されており、一部の特権階級（軍人・政府高官等）を除き国民は個人車両を持つことはできない。正規の手段での運転免許の取得や自動車の購入は難しく、各種機関へ賄賂を支払う必要があるといわれている。また、北朝鮮では木炭自動車も走るほどの燃料不足である。そのため国内全体の乗用車は推定で2万台程度（2007年）しかなく、個人の長距離移動は鉄道あるいは長距離バスが主流となっている。また外国人・国民問わず国内の移動制限が存在するため、諸外国のように自由な移動や旅行は難しい。こういった要因がいくつも重なった結果、北朝鮮における高速道路の整備は非常に遅れており、2014年の調査における高速道路の総延長は729 kmである。これは半島南部を領有する韓国の高速道路の総延長（4,139 km）の2割にも満たない。また2000年から2014年の高速道路の総延長の推移では、北朝鮮はわずか5 kmしか建設していないのに対して、韓国では約2,000 kmの高速道路が新たに建設され、総延長を約2倍に増やしている。交通量はまばらで、そのほとんどは個人輸送業の車両やツアー目的のバスで、自家用車などの他の車両はほとんど走っていない。
通行料金は基本的に無料だが、2018年1月20日より平壌-元山観光道路では通行料金が徴収されるようになった。制限速度は設定されていない区間と100 km/hといった指定区間が存在するが、後述のように路面状況が悪いため速度を出しすぎると危険である。
北朝鮮にはアジアハイウェイが3路線選定されており、このうち1号線と6号線には一部の高速道路が指定されている。

## 路面状況

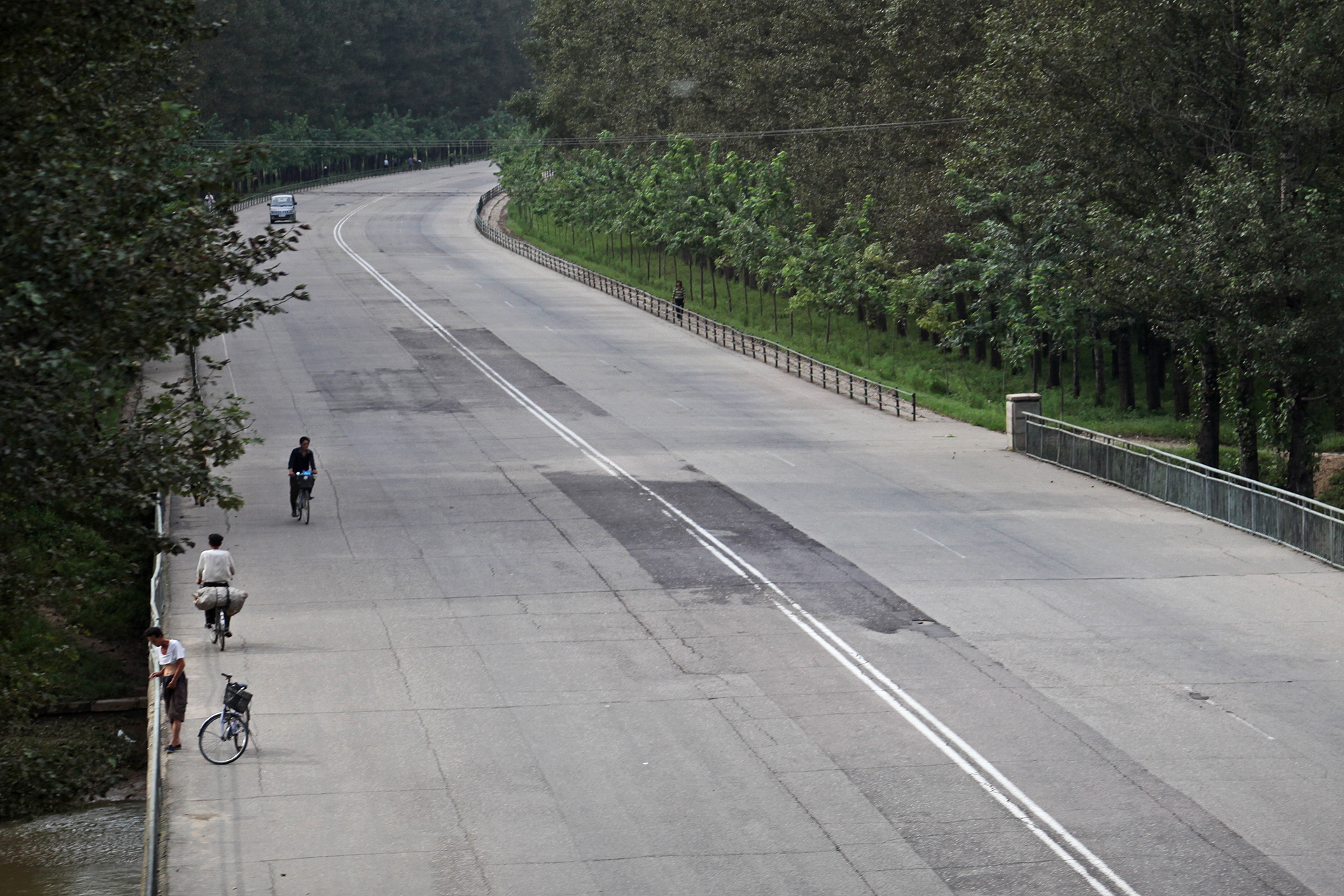
高速道路の一区間。劣悪な舗装、分離帯なしに加え、歩行者・自転車が通行している。

諸外国において「高速道路」といえば、自動車が高速移動できるように平らな舗装といった良好な路面環境の整備、分離帯・上下線の分離や歩行者などの排除などの安全対策を講じられていることが多い。しかし、北朝鮮ではこういった整備が不十分だといわれている。路面に穴が開いている箇所が多く、補修はされてはいるものの間に合っておらずほとんどが放置されているのが現状である。歩行者等が高速道路に侵入することは比較的容易で通行人も多い。中には個人輸送業の車両を利用するため高速道路の車線上で手を振る人もおり、衝突の可能性が高く非常に危険である。なお高速道路に歩道は併設されていない。冬場で路面が凍結した際は安全のため減速した結果、通常の2倍以上の所要時間がかかったという。劣悪な路面状況によって悲惨な死亡事故が度々発生している。
一部区間は非常時、滑走路として軍事転用するため道幅が広く取られている。
2019年に実施された南北朝鮮の共同調査では、平壌-開城高速道路は老朽化や施工不良によって非常に状態が悪いことが判明している。報告書によれば、
- 岩盤地帯を削って作られた区間では表面が不規則で、そこに加えて風化作用によって落石や崩落の危険が高くなっており、大事故を誘発する可能性が高くなっている。
- 橋梁は表面に亀裂が走り、施工不良によって鉄筋が露出している橋桁も多数確認されている。重量のある自動車の通行は難しいと判断された。
- トンネルも老朽化がひどく、照明器具は明るさが不十分か破損して使えなくなっているのどちらかで、防災設備といった安全対策は何も講じられていなかった。
- 道路舗装は厚みが薄く、冬の寒さには耐えることができない。
- ジャンクションやインターチェンジは設計基準を満たしておらず、道幅も狭く事故が起きやすい構造にある。
- 唯一の休憩所（パーキングエリア）には、椅子といった休息設備が無かった。

といった問題が多数発見されており、近代化が急務だと結論づけられた。

## 建設
建設にあたって、軍人だけでなく犯罪者や政治犯といった収容所の人間や地域住民を召集し強制労働させている。2011年の報道では、手作業で石を運ぶ主婦が建設現場で目撃されている。
建設現場は劣悪な環境で、十分な安全対策がされておらず度々事故といった労働災害が起こる。2019年10月の報道では、建設中の元山-咸興高速道路で同年7月から9月までの3ヶ月の間に30人以上の労働者が死亡したという。またプロパガンダのため記念日基準の無理な日程を命令した結果、突貫工事によって出来が悪くなるだけでなく大事故にも繋がることがある。1989年4月14日、黄海北道金川郡にて礼成江にかかる平壌-開城高速道路の橋を突貫工事で建設していたところ、突如建設現場が崩落し500人以上の労働者が死亡。現場では凄惨な光景が広がっていたという。

## 高速道路の一覧
平壌直轄市は平壌市、アジアハイウェイ1号線はAH-1、アジアハイウェイ6号線はAH-6と省略する。
| 路線名                                  | 朝鮮語名                            | 総延長 (km) | 竣工年月日     | 起点             | 終点                            | 備考 |
| --------------------------------------- | ----------------------------------- | ----------- | -------------- | ---------------- | ------------------------------- | --- |
| 平壌-元山観光道路                       | 평양원산관광도로                    | 190         | 1978年9月2日   | 平壌市楽浪区域   | 江原道元山市                    | 全線がAH-6の支線に認定されている。北朝鮮初かつ唯一の有料道路（2018年1月）。 |
| 平壌-開城高速道路                       | 평양개성고속도로                    | 160         | 1992年4月12日  | 平壌市楽浪区域   | 開城特別市                      | 全線がAH-1に認定されている。当初は1989年4月15日の完成を予定していた。 |
| 平壌-熙川高速道路 （平壌-香山観光道路） | 평양희천고속도로 (평양향산관광도로) | 138         | 1995年10月21日 | 平壌市順安区域   | 慈江道熙川市 （計画）           | 平壌から平安北道安州市までの区間はAH-1に指定。平安北道香山郡から熙川市（終点）までは未成。 平壌から香山までの区画（事実上全線）は平壌-香山観光道路、順安区域内では平壌-順安高速道路といった通称がある。 |
| 青年英雄道路 （平壌-南浦高速道路）      | 청년영웅도로 (평양-남포간 고속도로) | 49          | 2000年10月     | 平壌市普通江区域 | 南浦特別市                      | |
| 元山-金剛山高速道路                     | 원산금강산고속도로                  | 114         | 1989年         | 江原道元山市     | 江原道高城郡                    | 全線がAH-6に指定されている。 |
| 沙里院-信川高速道路                     | 사리원신천고속도로                  | 33          | 1996年         | 黄海南道沙里院市 | 黄海南道信川郡                  | |
| 平壌-新義州高速道路                     | 평양신의주고속도로                  | 387         | 建設中         | 平壌市           | 平安北道新義州市 （中朝友誼橋） | 2009年10月、中朝会談で平新高速道路として言及される。2014年4月より建設開始。完成予定日は未定。 AH-1のうち安州 - 新義州間は高速道路がないため、分断区間の解消が期待される。                               |
| 平壌-江東高速道路                       | 평양강동고속도로                    | 33          | 年月日不明     | 平壌市大城区域   | 平壌市江東郡                    | |
| 元山-咸興高速道路                       |                                     |             | 建設中         | 江原道元山市     | 咸鏡南道咸興市 （推定）         | 2019年4月より建設開始、2022年完成予定。AH-6のうち元山 - 咸興 - 羅先間は高速道路がなく、分断区間の一部解消が期待される。                                                                                 |
| 南方-清津高速道路                       |                                     | 47          | 建設中?        | 吉林省竜井市     | 咸鏡北道清津市                  | 中華人民共和国延辺朝鮮族自治州竜井市と清津港を結ぶ。2011年の時点では、2015年までに新設される予定であった。                                                                                              |

## ギャラリー
特に補足のない画像は平壌-開城高速道路。

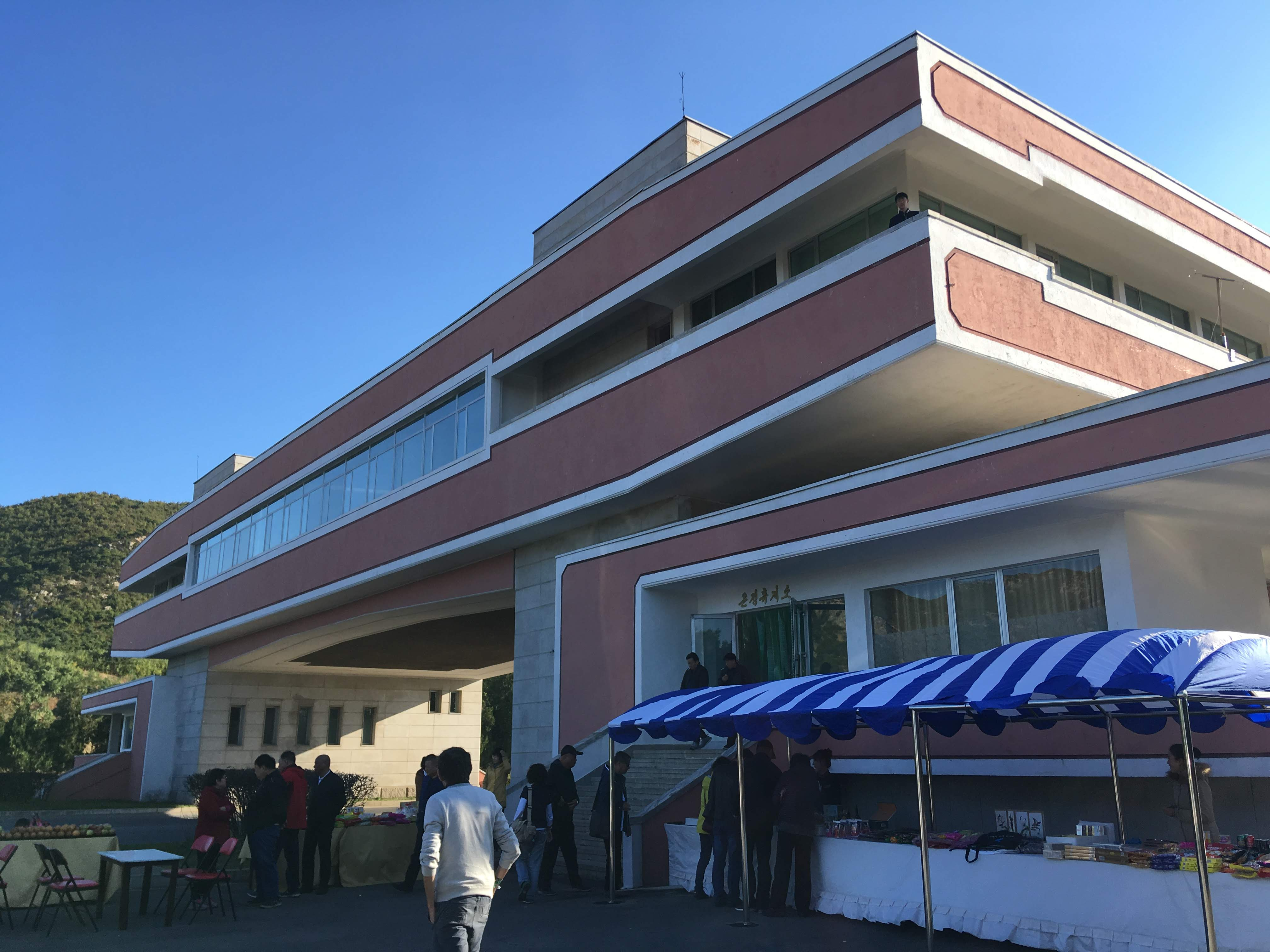
パーキングエリア
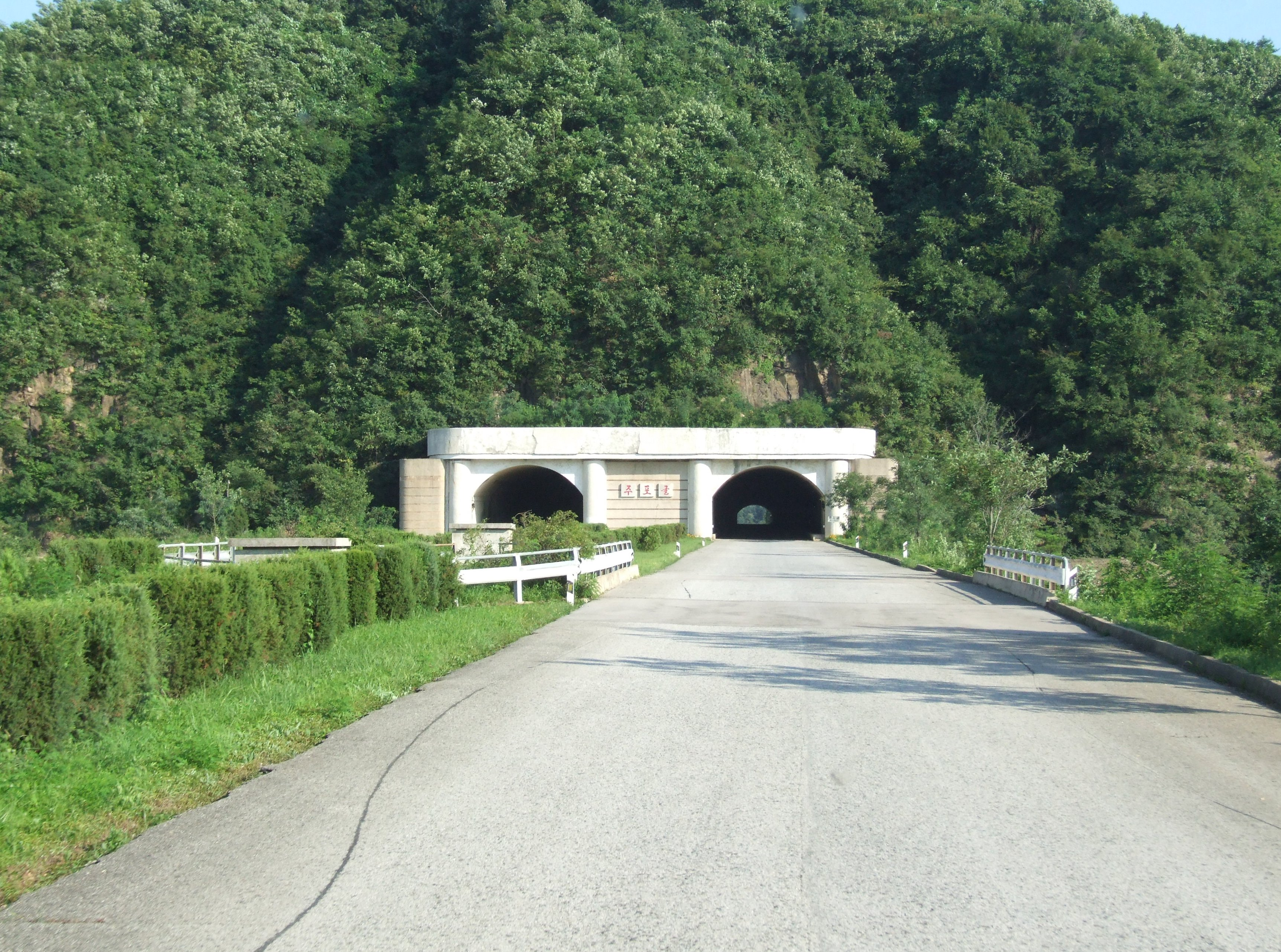
トンネル。照明は夜間のみ点灯する。
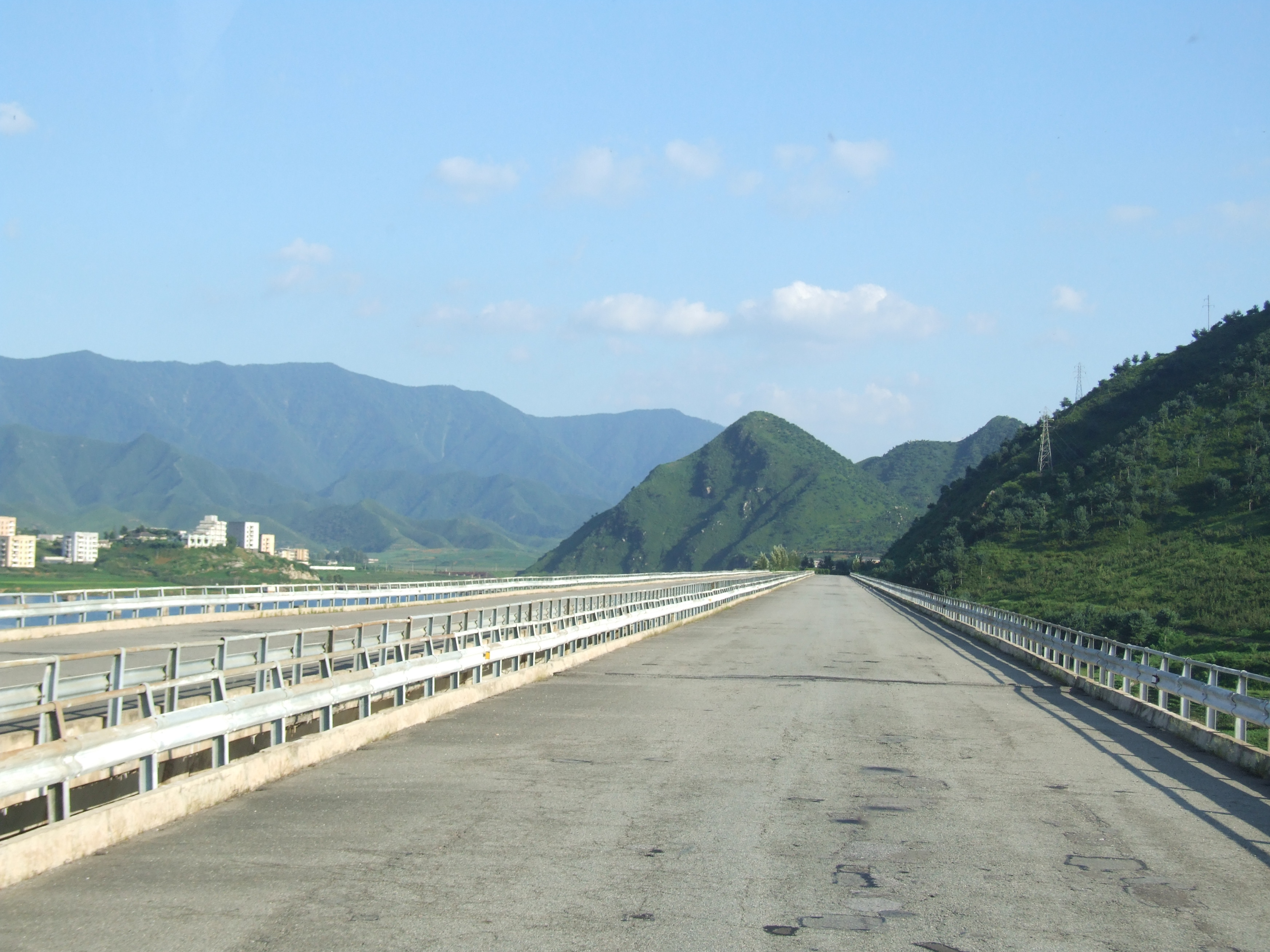
橋梁
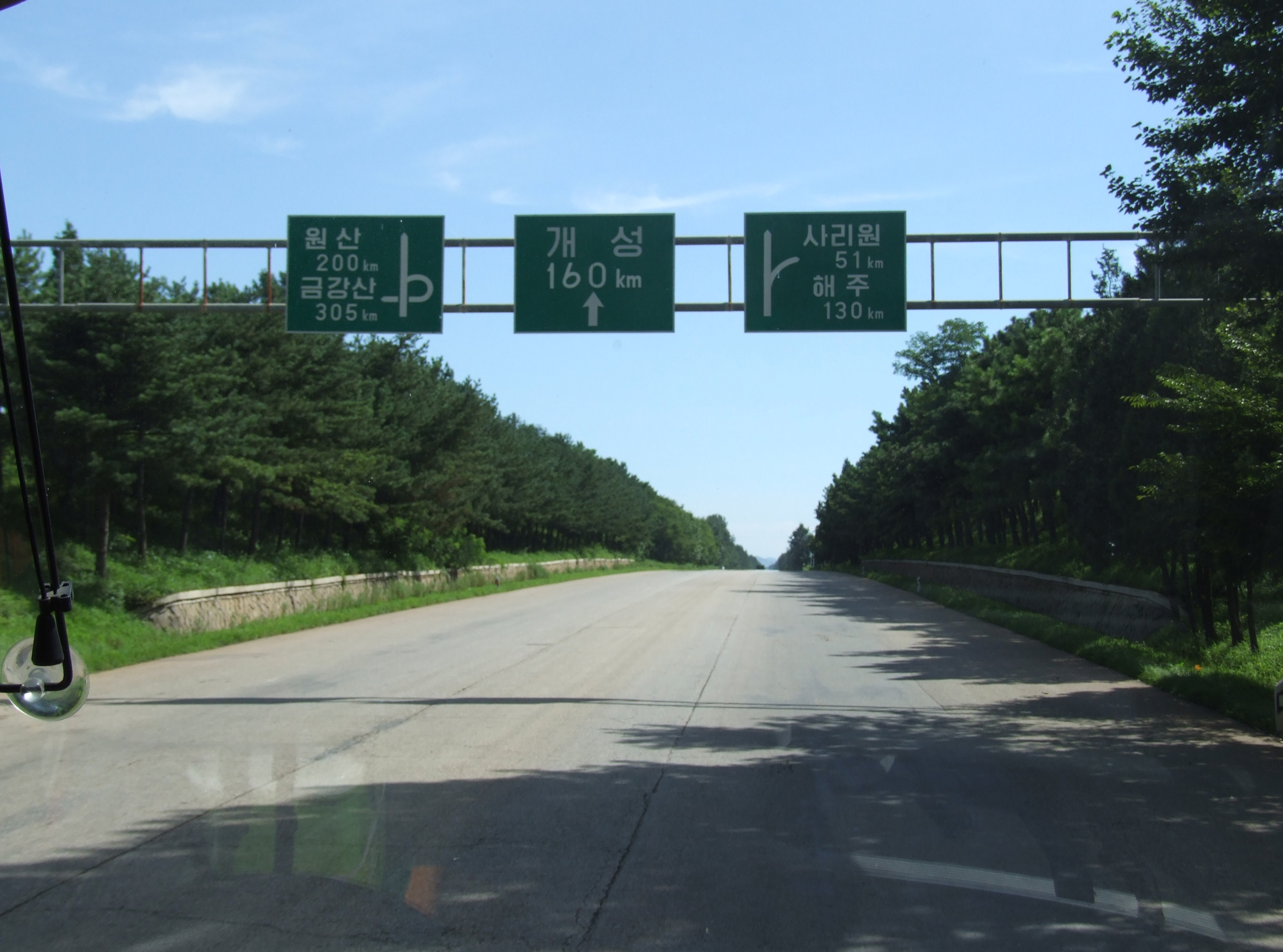
案内標識。高速道路の標識は白字に緑色の背景を採用している。
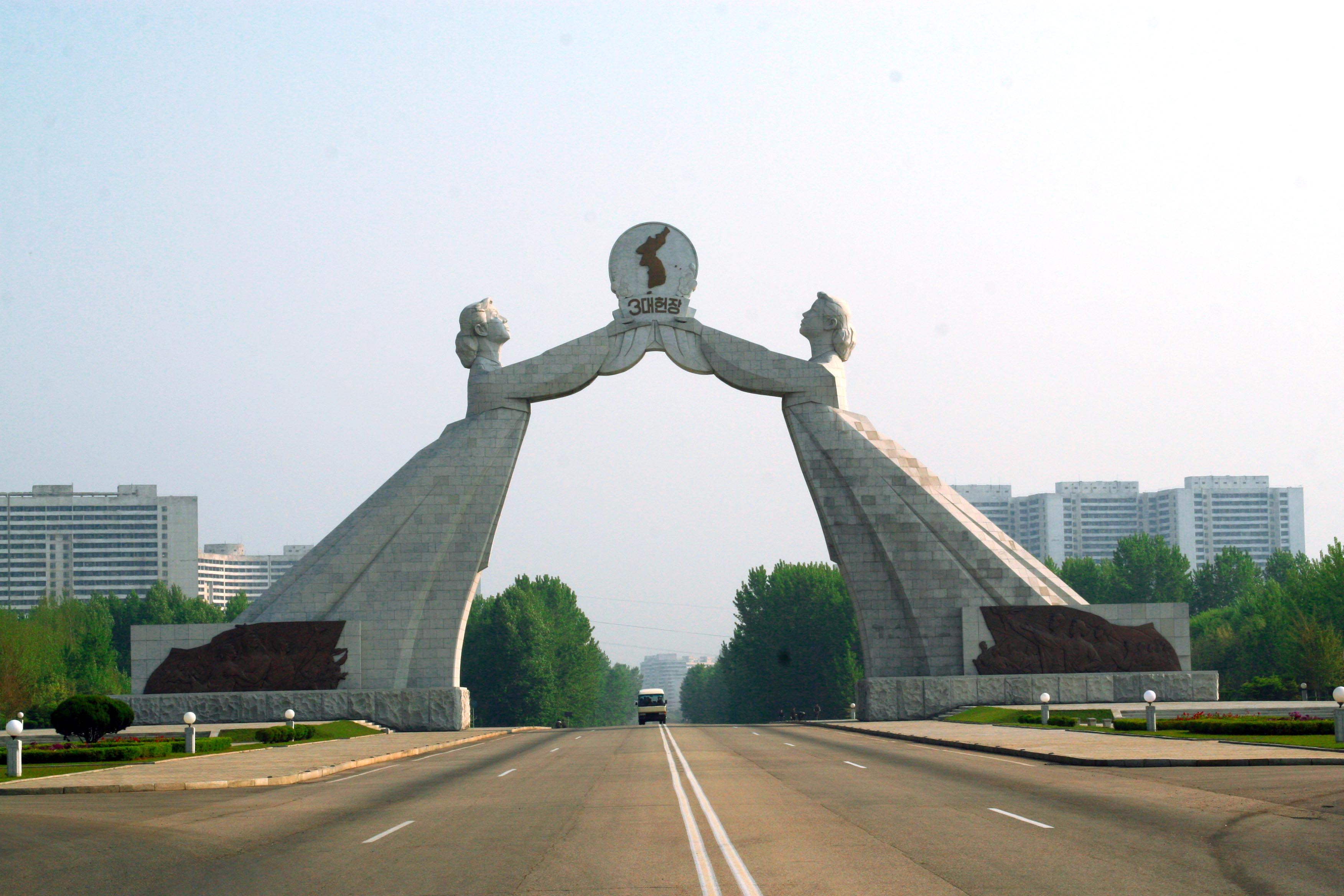
高速道路上のアーチ、祖国統一三大憲章記念塔（平壌市内）
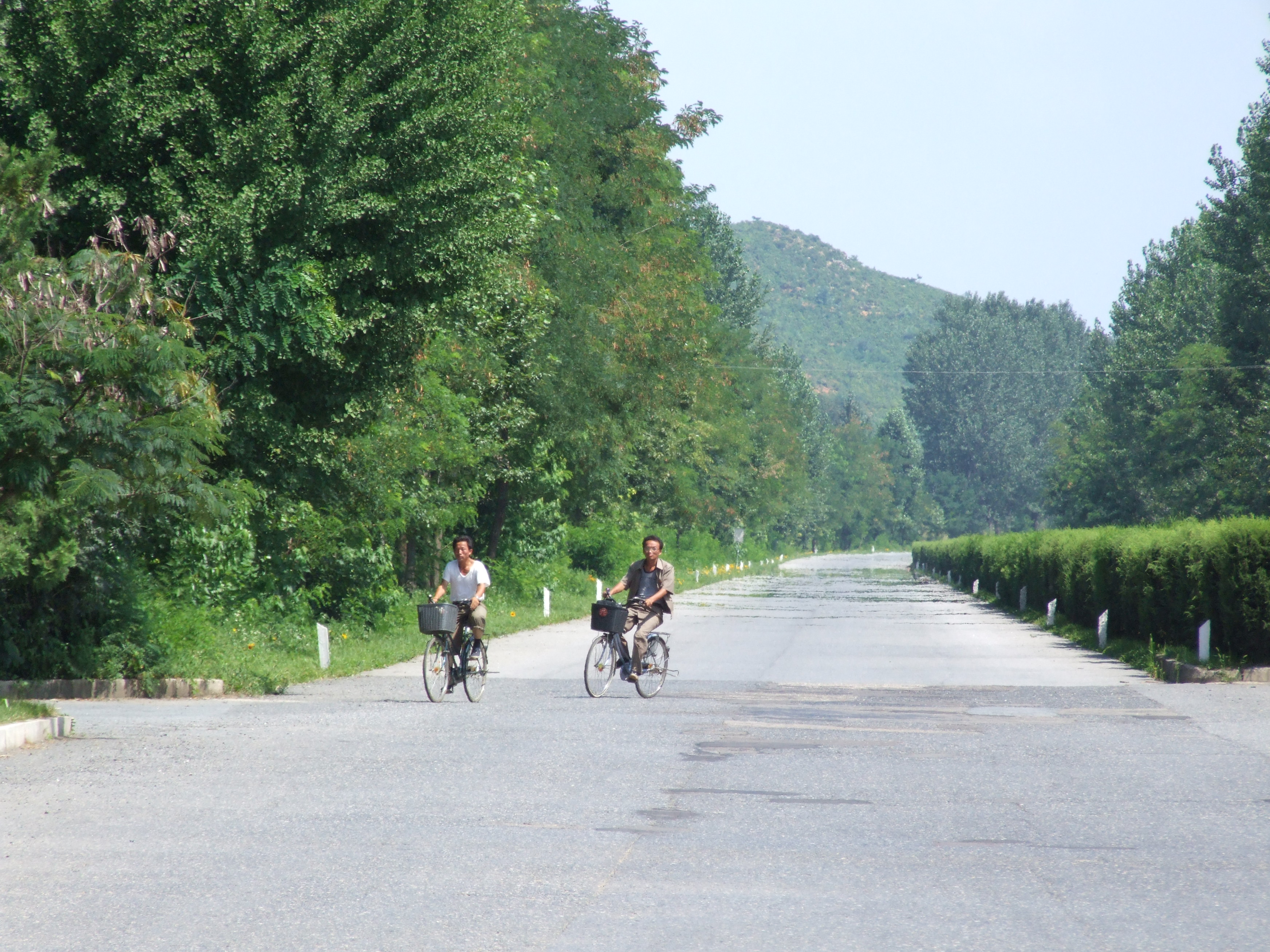
高速道路上を走行する自転車
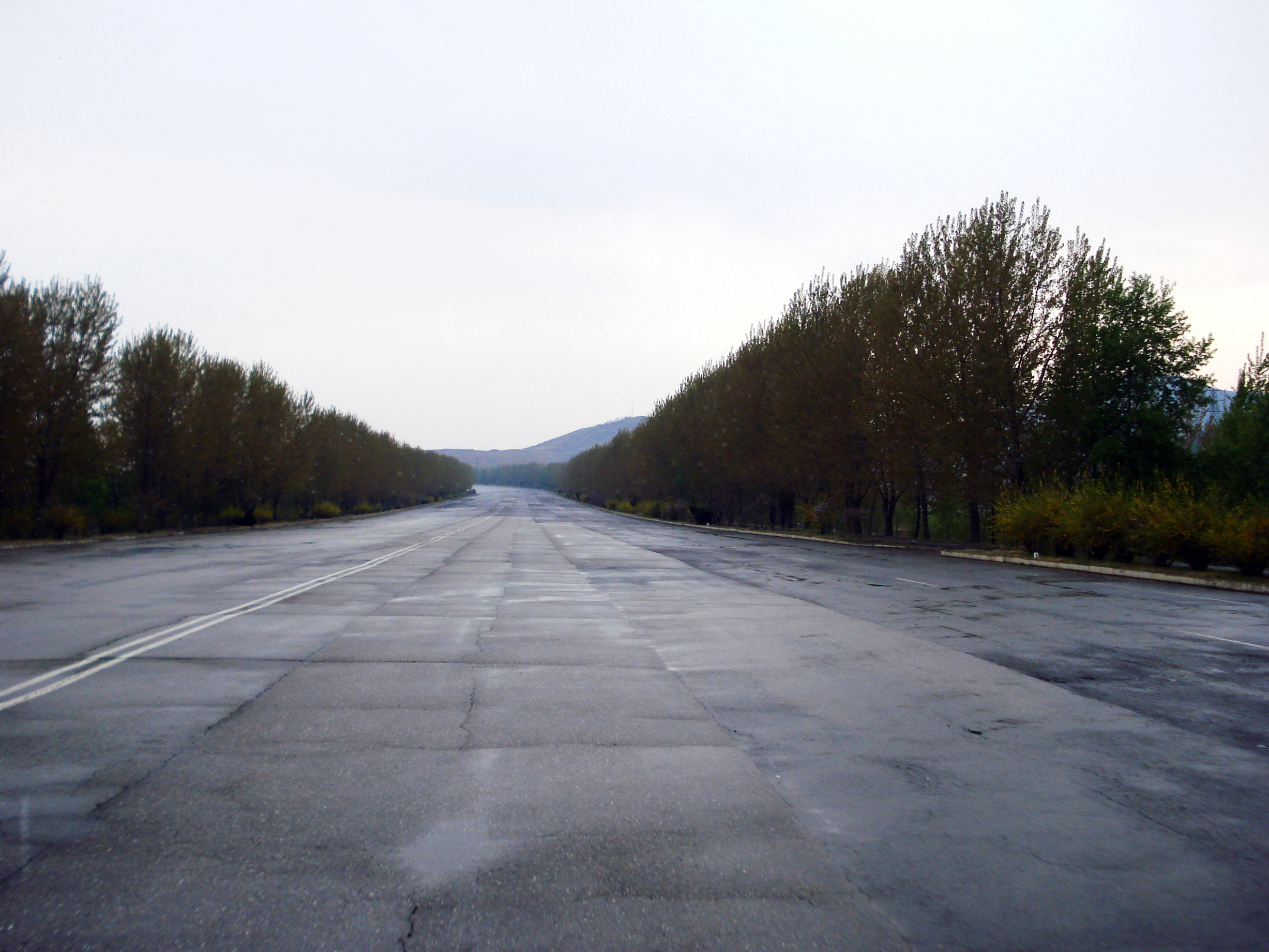
滑走路のため道幅が広い区間（青年英雄道路）